# 도학초등학교 (강원)
도학초등학교는 대한민국 강원특별자치도 고성군에 있는 공립 초등학교이다.

## 학교 연혁
- 1961.08.07 동광국민학교 도학분교장으로 인가
- 1962.07.20 가 교사 2개 교실 준공
- 1963.11.20 도학국민학교로 승격
- 1964.01.06 정규 교실 1실 준공
- 1964.04.01 개교
- 1996.03.01 도학초등학교로 명칭 변경
- 2011.03.01 제21대 김덕수 교장 부임
- 2011.10.13 G1 주최 2011 강원교육대상수상(학교)
- 2011.11.01 다목적실 및 교실등 2개교실(194.40 평방미터)준공
- 2012.02.17 제47회 졸업식 거행(총 졸업생수 687명)
- 2012.03.02 2012학년도 입학식 (4명)
- 2013.02.14 제48회 졸업식 거행(총 졸업생수 697명)
- 2013.03.01 제22대 김종훈 교장 부임
- 2013.03.01 5학급 편성
- 2013.03.04 2013학년도 입학식 (6명)
- 2014.02.14 제49회 졸업식 거행(총 졸업생수 706명)
- 2014.03.01 6학급편성
- 2014.03.03 2014학년도 입학식 (7명)
- 2014.09.01 제23대 심상준 교장 부임

## 참고 자료
- 도학초등학교 - 한국교육학술정보원 학교알리미